# NiL Éditions
NiL Éditions es una editorial francesa fundada en 1993. El nombre de la editorial proviene de la contracción del nombre de su fundadora, Nicole Lattès . NiL es una marca perteneciente a Éditions Robert Laffont . La editora publica ensayos políticos y sociales, así como literatura francesa y extranjera.

## Historia
En 2007 publicó La maison du retour, obra de Jean-Paul Kauffmann, que obtuvo el premio Breizh de ese año.

## Apéndices
- Buenos amigos (colección)